# Albert Achard
Albert Achard (ur. 26 marca 1894 w Briançon, zm. 21 sierpnia 1972) – francuski pilot wojskowy .
Wstąpił do wojska w 1911, został przeniesiony do lotnictwa w 1915; zdobył 1 zwycięstwo w charakterze obserwatora i 4 zwycięstwa jako pilot, zanim został ranny w akcji 24 lipca 1918 .

## Zwycięstwa
1. 28 kwietnia 1915 w MS48
2. 2 maja 1917 w N510 poza liniami francuskimi
3. 27 czerwca 1917 w N85
4. 19 lipca 1918 w Spa78
5. 24 lipca 1918 w Spa78 nad Crecy-Mont[1]

## Odznaczenia
- Legia Honorowa, 8 lipca 1917;
- Krzyż Wojenny z 6 Palmami[1] .